# Contributie
Contributie (vooral gangbaar in Nederland) of lidgeld (algemeen Belgisch-Nederlands) is het periodiek door een lid van een vereniging bij te dragen bedrag aan de vereniging voor het behouden van zijn of haar lidmaatschap.
De minimumcontributie die door een lid aan de vereniging betaald moet worden, wordt binnen de vereniging vastgelegd en wordt meestal in een termijn van een week, maand of een jaar gegeven. Wanneer een lid de ideologie van de vereniging deelt, is het niet ongebruikelijk dat het lid vrijwillig meer dan het minimum contribueert. Dit is een fenomeen dat bij politieke partijen wel voorkomt.
Een contributie kan ook een bijdrage in het algemeen betekenen (zonder betrekking te hebben op een vereniging en zonder dat de bijdrage van financiële aard is).